# Comuni dell'Ungheria
I comuni dell'Ungheria (in ungherese: községek, sing. község) costituiscono la suddivisione amministrativa di terzo livello del Paese, dopo i distretti, e ammontano a 3 152 (dati 2009). Può diventare comune ogni località di almeno 300 abitanti che abbia un'identità locale e la capacità di amministrarsi. A capo del comune c'è un sindaco (polgármester).
I comuni ai quali è attribuito il titolo ufficiale di città (város, pl. városok) sono 328. I comuni privi di tale titolo, ma che hanno una popolazione di almeno 5 000 abitanti oppure altri meriti particolari, assumono il titolo ufficiale di grandi comuni (nagyközség).